# 동부늑대
동부늑대(영어: eastern wolf), 동캐나다늑대, 동캐나다붉은늑대는 플라이스토세 시기 북아메리카에 서식한 아마도 늑대의 아종(학명: Canis lupus lycaon)이거나, 개속의 한 종(학명: Canis lycaon), 또는 회색늑대와 코요테의 혼종인 코이늑대로 생각되는 생물이다. 이 종은 아마도 붉은늑대와 밀접한 관련이 있는 것으로 보인다. 일부 개체는 코이늑대로 알려진 코요테와의 혼종 상태로 서식한다.
동부늑대에게는 동부회색늑대, 동부팀버늑대, 앨곤퀸늑대 등의 많은 이름이 있으며, 동부늑대라는 명칭은 인지도를 얻기 위해 붙여진 이름이다.

## 분류

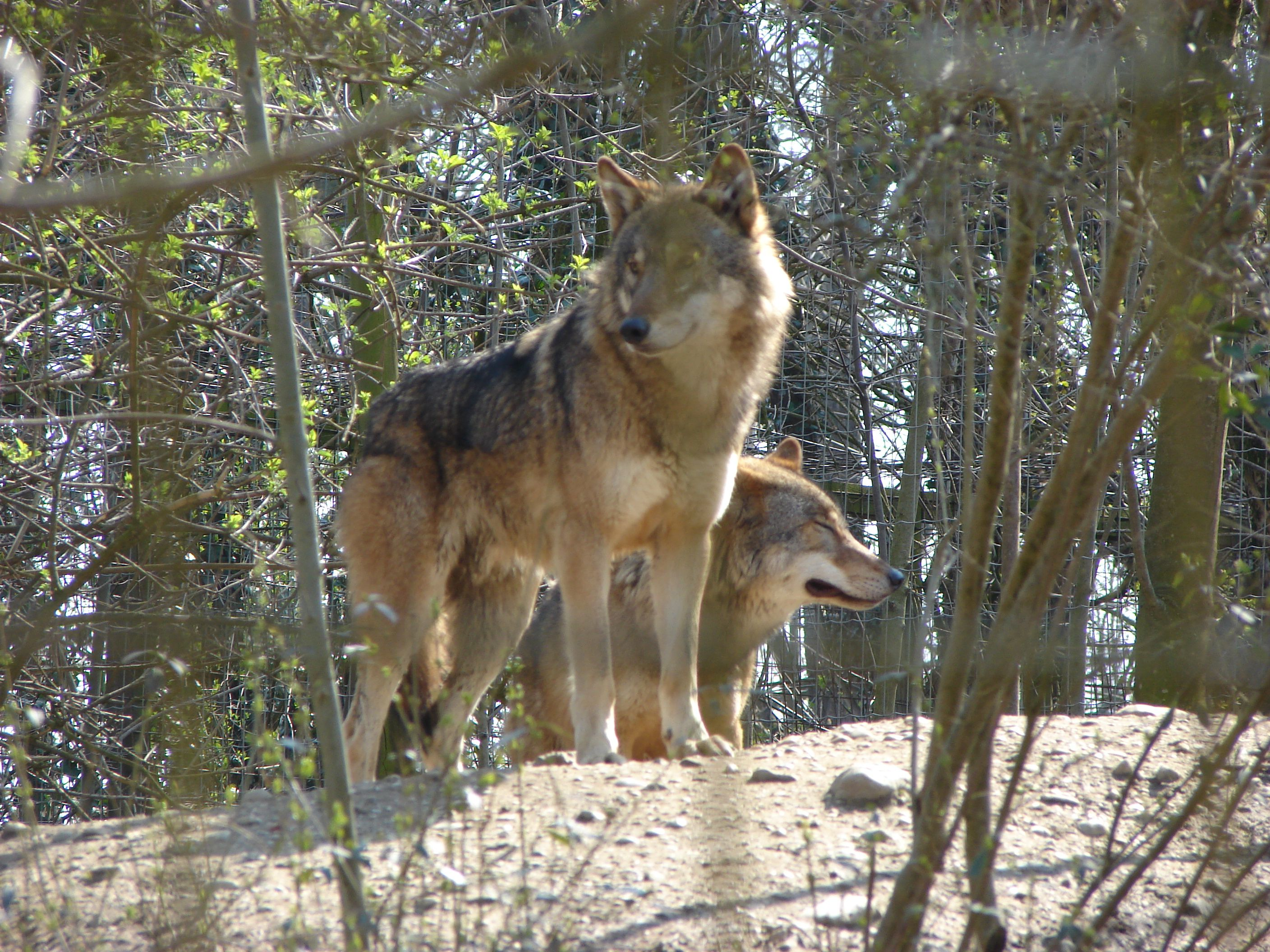
오스트리아 세디트 항 동물원의 동부늑대.

동부 늑대는 최근에 별개의 종으로 인식되지만, 붉은늑대와 밀접한 관련이 있다. 일부 저자들은 이에 동의하지만 아직 공식적으로는 별개의 종으로 칭하지 않는다. 지금은 많은 국제 및 정부기관이 이 질문에 대답하기 위해 과학적 연구를 할 뿐 아니라 생태계에 미치는 영향과 생태학적 연구도 진행하고 있다.
동부늑대는 회색늑대보다 작고 허리와 가슴 측면에 검은 머리로 덮여 있고 회색과 붉은색의 털을 가지고 있다. 미토콘드리아 DNA 분석 결과 동부늑대는 북미 동부 지역에서 75만년부터 서식한 원시 늑대임이 밝혀졌다. 하플로타입 분포는 붉은늑대와 매우 비슷하며, 아마 이 종의 일부일지도 모른다. 붉은늑대 개체는 미국 남동부에서는 야생 멸종하였지만 최근 수십년간 재도입되었고, 현재는 멸종 위기 상태이다.
2010년 3월 31일, 온타리오 천연자원 연구부 과학자브랜트 패티슨은 동부늑대와 코요테, 늑대 관련도에 대한 조사 결과를 발표했다. 온타리오 주 동부에 사는 대부분의 코요테는 코이늑대였다. 알곤퀸 주립 공원에 서식하는 늑대 대부분은 코요테와의 혼종이었다. 알곤퀸 공원 주위의 완충 지대는 사망률의 하락이 성공적으로 이루어졌으며 개체수가 안정 상태이다.
서로 다른 종 지지자들은 동캐나다늑대가 단지 야생 개과 늑대가 서식했던 연속적인 지역 중 현재 남아 있는 북부에 서식하는 종이고, 그것이 동부늑대라고 주장한다. 콜럼버스 이전에는 미시시피 강 동부와 캐나다 세인트 로웨이 남부의 회랑도 서식지 범위었던 것으로 추측한다.
알곤퀸 공원의 동부늑대는 모두 검은색이나 흰색의 털을 가진 개체가 없다고 기록되어 있다. 동부늑대의 주요 서식지는 미국과 캐나다 국경의 알곤퀸 주립공원이다. 알곤퀸 공원의 늑대는 대부분 순수한 유전을 가진 개체이며, 온타리오 유형의 회색늑대는 아마도 동부늑대와 회색늑대의 혼종으로 생각한다.

## 물리적 특징
동부늑대는 회색늑대보다 작은 크기이다. 엹은 잿빛을 가진 갈색의 모피를 가지고 있다. 뒷면과 측면에는 길고 검은 털로 덮여 있다. 귀 뒤에는 붉은색의 털이 약간 있다. 이러한 특성 차이는 동부늑대의 조상이 붉은늑대로 추정되기 때문이다. 또한, 동부늑대는 회색늑대보다 얇으며, 코요테와 비슷한 모양이다. 이는 종종 늑대와 코요테가 공원에서 혼종이 된 새끼를 낳기 때문인 것으로 추측한다. 캐나다의 공원과 야생의 상태는 코요테와의 혼종화가 역사적으로 동부늑대 개체수 감소에 영향을 주었다.